# Ваду-Ізей
Ваду-Ізей (рум. Vadu Izei) — село у повіті Марамуреш в Румунії. Адміністративний центр комуни Ваду-Ізей.
Село розташоване на відстані 418 км на північний захід від Бухареста, 35 км на північний схід від Бая-Маре, 126 км на північ від Клуж-Напоки.

## Населення
За даними перепису населення 2002 року у селі проживали 2310 осіб.
Національний склад населення села:
| Національність | Кількість осіб | Відсоток |
| -------------- | -------------- | -------- |
| румуни         | 2304           | 99,7%    |
| українці       | 5              | 0,2%     |

Рідною мовою назвали:
| Мова       | Кількість осіб | Відсоток |
| ---------- | -------------- | -------- |
| румунська  | 2303           | 99,7%    |
| українська | 6              | 0,3%     |